# Barragem de Várzea de Calde
A Barragem de Várzea de Calde está construída sobre a ribeira da Várzea localizando-se no município de Viseu, Distrito de Viseu, em Portugal. A barragem foi projectada em 1995 e entrou em funcionamento em 2000.

## Barragem
É uma barragem de aterro (terra zonada). Possui uma altura de 33,5 m acima da fundação (31,5 m acima do terreno natural) e um comprimento de coroamento de 131 m (largura 6 m). O volume da barragem é de 165.000 m³. Possui uma capacidade de descarga máxima de 2,3 (descarga de fundo) + 21 (descarregador de cheias) m³/s.

## Albufeira
A albufeira da barragem apresenta uma superfície inundável ao NPA (Nível Pleno de Armazenamento) de 0,066 km² e tem uma capacidade total de 0,5638 Mio. m³ (capacidade útil de 0,556 Mio. m³). As cotas de água na albufeira são: NPA de 547,2 metros, NMC (Nível Máximo de Cheia) de 547,8 metros e NME (Nível Mínimo de Exploração) de 527 metros.